# Río Misicuni
Der Río Misicuni ist einer der Flüsse im Oberlauf des Río Beni und liegt an den Osthängen der Anden-Kordilleren in dem südamerikanischen Staat Bolivien.

## Verlauf
Der Río Misicuni entspringt in der Cordillera de Cocapata, er hat eine Länge von 48 Kilometern und gehört zum Flusssystem des Amazonas. Der Fluss nimmt seinen Anfang in einem Quellsee auf 4300 m Höhe und durchfließt anschließend ein Hochmoorgebiet zwischen den Ortschaften Montecillo Alto und Titiri. Der Río Misicuni fließt weitgehend in nördlicher Richtung durch die Cordillera de Cocapata und endet nach 48 Kilometern, vereinigt sich hier mit dem Río Totorani und trägt anschließend den Namen Río Altamachi. Der Río Altmachi mündet flussabwärts in den Río Santa Elena, der  weiter in nördlicher Richtung fließt und sich mit dem Río Cotacajes zum Río Alto Beni vereinigt.

## Staudamm-Projekt
Bereits seit den 1960er Jahren existieren Pläne, den Río Misicuni in seinem Mittellauf durch einen Staudamm zu einem See aufzustauen und das Wasser des Misicuni und einiger Nebenflüsse durch ein Tunnelsystem der Hochebene von Cochabamba zuzuführen, um die Wasserversorgung der Metropol-Region langfristig zu sichern. Der Ausbau des Projekts ist in den vergangenen Jahrzehnten immer wieder unterbrochen worden. Nach Fertigstellung der Talsperre ging das Kraftwerk 2017 in Betrieb.